# 외국판결의 승인
외국판결의 승인(外國判決- 承認)은 외국법원의 판결의 효력을 인정해 주는 민사소송법상 제도로 국제적 사법생활관계 안정화, 국내법질서의 보호 등을 목적으로 한다.

## 요건
1. 외국법원이 국제재판관할권을 가져야 하며
2. 패소한 피고에 대한 송달이 있어야 하고
3. 선량한 풍속 그 밖의 사회질서에 반하지 않아야 한다.

## 절차 및 효과
수소법원의 경우 당연승이, 집행법원의 경우 집행판결이 필요하며, 승인요건을 결하면 집행법원은 각하, 승인에 의하여 기판력과 집행력이 발생한다.

## 참고 자료
- 조상희, 『법학전문대학원 민사소송법 기본강의』. 한국학술정보(주), 2009. ISBN 978-89-534-2307-7
- 이규호, 외국 판결의 승인 및 집행에 있어 송달요건, 법률신문 2010.09.20
- 최승재, 지재권 침해사건에서 손해배상액 인정과 외국판결의 승인, 법률신문 2011 12 19

## 같이 보기
- 국제중재